# 2020년 하계 올림픽 튀르키예 선수단
2020년 하계 올림픽 튀르키예 선수단은 2021년 일본 도쿄에서 열린 2020년 하계 올림픽에 참가한 올림픽 튀르키예 선수단이다.
튀르키예는 2020년 도쿄 하계 올림픽에 출전했다. 원래 2020년 7월 24일부터 8월 9일까지 열릴 예정이었던 올림픽은 코로나19 범유행으로 인해 2021년 7월 23일부터 8월 8일로 연기되었다. 1908년 튀르키예가 공식 데뷔한 이래 튀르키예 선수들은 1920년 앤트워프 하계 올림픽, 세계 대공황 당시 로스앤젤레스에서 열린 1932년 하계 올림픽, 미국 주도의 보이콧을 지지한 모스크바의 1980년 하계 올림픽을 제외한 모든 하계 올림픽에 출전해 왔다.
튀르키예는 2016년 하계 올림픽에서 13개의 메달을 획득하여 이전 메달 수를 넘어섰으며, 이는 각각 금메달 2개, 은메달 2개, 동메달 9개로 가장 성공적인 성적을 거두었다.

## 출전 선수
| 종목     | 남자 | 여자 | 전체 |
| -------- | ---- | ---- | ---- |
| 양궁     | 1    | 1    | 2    |
| 육상     | 17   | 8    | 25   |
| 배드민턴 | 0    | 1    | 1    |
| 복싱     | 3    | 3    | 6    |
| 사이클   | 2    | 0    | 2    |
| 펜싱     | 0    | 1    | 1    |
| 체조     | 4    | 1    | 5    |
| 유도     | 4    | 2    | 6    |
| 가라테   | 3    | 4    | 7    |
| 근대5종  | 0    | 1    | 1    |
| 조정     | 1    | 0    | 1    |
| 요트     | 4    | 4    | 8    |
| 사격     | 4    | 0    | 4    |
| 수영     | 6    | 5    | 11   |
| 태권도   | 1    | 4    | 5    |
| 배구     | 0    | 12   | 12   |
| 역도     | 1    | 1    | 2    |
| 레슬링   | 7    | 2    | 9    |
| 전체     | 58   | 50   | 108  |

## 같이 보기
- 올림픽 튀르키예 선수단